# Île Aiktak
L'île Aiktak (en aléoute : Ugangax)  est une île du groupe des Îles Fox appartenant aux îles Aléoutiennes en Alaska (États-Unis).
R. H. Geoghegan a suggéré que le toponyme dérive de l'aléoute aikhag signifiant « partir en voyage ».
Longue de 2,1 km, l'île Aiktak est située à 61 km à l'est de l'île Akutan.